# Provincia de Yoshino
La provincia de Yoshino (芳野監 Yoshino-gen?, sobre el 716 - 738) fue una provincia japonesa en el área de la actual prefectura de Nara en la isla de Honshu. Yoshino fue una de las provincias de Japón que se estableció como una división especial de corta duración en la zona de Kinai. Esta provincia estaba compuesta solo por un distrito, el distrito de Yoshino (吉野郡 Yoshino-gun?). Coincide aproximadamente con los pueblos y caseríos del actual distrito, más la ciudad de Gojō.

## Historia
Yoshino se estableció cuando se separó el distrito de Yoshino de la provincia de Yamato. El momento exacto de su fundación es desconocido, pero se piensa que paso en el mismo momento que el establecimiento de la provincia de Izumi (和泉監 Izumi-gen?) en el año 716. Estas dos provincias utilizan la terminación "gen" (監), el cual era diferente al utilizado en el resto de provincias, "kuni" (国). No hay registros que den una razón precisa de sus establecimientos (de las provincias de Izumi y de Yoshino), ya que ambas eran provincias inusualmente pequeñas y solo contenían palacios de pequeña dimensión, que se podrían considerar secundarios, el palacio de Yoshino (吉野宮 Yoshino-miya?) en el distrito de Yoshino y el palacio Chinu en la provincia de Izumi.
La provincia de Yoshino fue abolida sobre el año 738 y su territorio fue reincorporado a la provincia de Yamato.

## Curiosidades
El templo budista Hisosan-ji fue establecido en la provincia. 
Yoshino era conocido por su producción local de barniz, la cual su especialidad era la laca. La laca de Yoshino (Yoshino-nuri) era normalmente negra y roja, estas lacas eran consideradas de la mejor calidad.